# Трио Мандили
Трио «Мандили» (груз. მანდილი — «женский платок») — грузинский музыкальный коллектив. Солистки: Татули Мгеладзе (თათული მგელაძე), Тако Циклаури (თაკო წიკლაური), и Марьям Курасбедиани (მარიამ ქურასბედიანი).
Они исполняют полифоническое пение в сопровождении пандури, традиционного грузинского струнного инструмента. Коллектив стал популярен в Грузии, когда загрузил видеоклип, в котором участницы исполнили грузинскую народную песню «Апарека». Это видео, размещенное в сети, собрало более пяти миллионов просмотров.
Помимо грузинского «Мандили» исполнило песни и на некоторых индоевропейских языках: «Goron Ki Na Kalon Ki Duniya Hai Dilwalon Ki» — на хинди, украинскую песню «Як тебе не любити, Києве мій!», польскую песню «Липка», «Tar qædy bælas» — на осетинском, а также песню «Миллион алых роз» на русском.

## Дискография
| Год  | Название                | Тип            | Лэйбл                                    |
| ---- | ----------------------- | -------------- | ---------------------------------------- |
| 2015 | С любовью, Трио Мандили | CD, альбом     | EL ITALIA                                |
| 2016 | С любовью, Трио Мандили | LP, альбом, RE | Merlins Orr Records MN 1014LP Yr Germany |
| 2017 | Энгуро, Трио Мандили    | CD, альбом     | EL ITALIA                                |

## Участники группы
- Татули Мгеладзе — ведущий и бэк-вокал
- Мариам Курасбедиани — бэк-вокал, иногда ведущий вокал, пандури.
- Тако Циклаури — бэк-вокал, иногда ведущий вокал